# Saint-Ségal
Saint-Ségal é uma comuna francesa na região administrativa da Bretanha, no departamento Finisterra. Estende-se por uma área de 16,26 km². Em 2010 a comuna tinha 1 126 habitantes (densidade: 69,2 hab./km²).